# Miota
Miota is een geslacht van vliesvleugelige insecten uit de familie Diapriidae.

## Soorten
- M. abbreviata (Kieffer, 1907)
- M. acuminata (Zetterstedt, 1840)
- M. analis (Kieffer, 1910)
- M. antennata Wall, 1998
- M. atriceps (Kieffer, 1910)
- M. avia Buhl, 1997
- M. badensis Wall, 1998
- M. breviscapa Wall, 1998
- M. ciliaris Wall, 1998
- M. compressa (Thomson, 1859)
- M. confusa Wall, 1998
- M. costalis (Thomson, 1859)
- M. crassinervis (Kieffer, 1910)
- M. curta Wall, 1998
- M. distinguenda Wall, 1998
- M. docilis (Nixon, 1957)
- M. dolichocera (Kieffer, 1910)
- M. egregia (Kieffer, 1910)
- M. excavata (Kieffer, 1910)
- M. excisa (Kieffer, 1910)
- M. exsecta Wall, 1998
- M. flavidicornis (Kieffer, 1910)
- M. fungorum (Kieffer, 1907)
- M. gigantea Wall, 1998
- M. graeca Wall, 1998
- M. histrio (Kieffer, 1910)
- M. holotoma (Kieffer, 1910)
- M. incisa (Kieffer, 1910)
- M. kiefferi Buhl, 1997

- M. lapponica Wall, 1998
- M. longicornis (Kieffer, 1910)
- M. macrocera (Kieffer, 1910)
- M. marginalis (Kieffer, 1909)
- M. microgaster (Kieffer, 1910)
- M. monilicornis (Kieffer, 1910)
- M. mycetophilae (Kieffer, 1922)
- M. nitida (Kieffer, 1910)
- M. perplexa (Kieffer, 1910)
- M. polita (Thomson, 1859)
- M. prolongata (Kieffer, 1910)
- M. recta Wall, 1998
- M. rufescens (Kieffer, 1910)
- M. rufiventris (Kieffer, 1907)
- M. rugosa (Kieffer, 1910)
- M. semirufa (Kieffer, 1910)
- M. striatistilus (Kieffer, 1910)
- M. tenuicornis (Kieffer, 1910)
- M. thomsoni Wall, 1998
- M. transiens (Nixon, 1957)
- M. vacillans (Nixon, 1957)
- M. wuerttembergensis Wall, 1998